# Samuel Wesley (poète)
Pour les articles homonymes, voir Samuel Wesley et Wesley.
Samuel Wesley (décembre 1662 – 25 avril 1735) est un poète et écrivain de prose anglais.

## Biographie
Le père de Samuel Wesley est le pasteur non conformiste John Wesley.
Diplômé de l'Université d'Oxford, Samuel Wesley se fait connaître comme poète puis devient, à partir de 1697, recteur (vicar) de la paroisse anglicane d'Epworth (Lincolnshire) par la bienveillance de Marie II d'Angleterre, ce qui signifie que Samuel et son épouse, tous deux nés dans des familles non-conformistes, s'étaient rattachés à l'Église d'Angleterre à l'âge adulte.
Samuel Wesley s'était en effet marié en 1688 avec Susanna Annesley, la vingt-cinquième enfant du pasteur dissident Samuel Annesley. Les Wesley auront 19 enfants, , dont neuf survécurent au-delà de la petite enfance, parmi lesquels John Wesley, le 15e, le fondateur du méthodisme, mais aussi Charles Wesley, qui travaillera avec son frère John à la fondation du méthodisme, et le pasteur Samuel Wesley (le jeune), poète et homme d’église.
Comme dans de nombreuses familles de l'époque, le ménage Wesley assure à ses enfants l'instruction de base. Chaque enfant, garçon ou fille, apprend à lire dès qu'il peut marcher et parler. Les enfants étudient le latin et le grec et apprennent par cœur de grandes parties du Nouveau Testament. Susanna Wesley examinait chaque enfant avant le repas de midi et avant les prières du soir. Les enfants n'étaient pas autorisés à manger entre les repas et étaient interrogés individuellement par leur mère un soir par semaine dans le but d'un enseignement spirituel intensif.

## Théologie
Samuel Wesley adhérait à l'arminianisme anglican; l'arminien Hugo Grotius, était son commentateur biblique préféré. À travers ses sermons, il a démontré ses croyances dans les principes distinctifs de l'arminianisme et en particulier celui de la grâce prévenante.

## Publications
- 1685 : Il publia une collection de poèmes Maggots: or Poems on Several Subjects never before Handled
- 1693 : Life of Our Blessed Lord and Saviour.
- 1695 : Elegies, lamentant la mort de la reine d’Angleterre et de l’archevêque Tillotson.
- 1700 : An Epistle to a Friend concerning Poetry